# Głuchów (Skierniewice)
Pour les articles homonymes, voir Głuchów.
Głuchów est une localité polonaise, siège de la gmina de Głuchów, située dans le powiat de Skierniewice en voïvodie de Łódź.